# Stemmmaschine
Stemmmaschinen sind nicht mehr gebräuchliche Maschinen zur Herstellung von Nuten und Zapfenlöchern in Werkstücken aus Holz.

## Funktionsweise und Varianten
Stemmmaschinen arbeiten meist auf Querholz und ahmen die Arbeit des Stemmens mit der Hand nach. Es gibt vertikal und horizontal arbeitende Stemmmaschinen. Die Maschinen werden unterscheiden nach der Art, wie das Zapfenloch begonnen wird. 
Üblicherweise wird an einer Stelle des Zapfenlochs ein zylindrisches Loch in der Weite des Zapfenlochs vorgebohrt. Deshalb sind die meisten Stemmmaschinen mit einer Bohrspindel versehen. Der in seiner Führung drehbar eingesetzte Meißel oder das Stemmeisen werden um 180° gedreht, sobald das Ende des Loches erreicht ist. Hierdurch wird eine scharfe Begrenzung des Zapfenlochs erzielt. 
Es gibt von Hand angetriebene Stemmmaschinen, und solche mit mechanischem oder elektrischem Antrieb. 